# Provinciale weg 206
De provinciale weg 206 (N206) is een provinciale weg in de provincies Zuid-Holland en Noord-Holland. De weg verloopt van Zoetermeer via Leiden en Katwijk naar Aerdenhout bij Haarlem en verloopt daarbij door bufferzone De Zilk.
Het drukke gedeelte van de N206 in Leiden-Zuid is een belangrijke verbindingsweg tussen de A44 en de A4. Omdat dit gedeelte de smalle Lammebrug en het drukke Lammenschansplein passeert en dwars door de stad loopt, zijn er plannen voor een nieuwe verbinding tussen A4 en de A44. Deze nieuwe verbinding zal via een tunnel onder Voorschoten door gaan lopen en deels via een tunnel, deels via een open tunnelbak langs de Leidse Stevenshof. Dit project is beter bekend als N11-west of de RijnlandRoute. Van deze route is bekend dat dit de N434 zal gaan worden.
In het kader van Duurzaam Veilig is de weg in verschillende categorieën gecategoriseerd. De wegvakken tussen Zoetermeer en Leiden én tussen De Zilk en Aerdenhout zijn gecategoriseerd als gebiedsontsluitingsweg, waar een maximumsnelheid van 80 km/u geldt. Het weggedeelte tussen Leiden en Katwijk is ingericht als stroomweg met ongelijkvloerse aansluitingen en fysiek gescheiden rijbanen met middenberm. Dit deel heeft de status van autoweg, maar heeft een maximale snelheid van 80 km/u. Het weggedeelte tussen Noordwijk en De Zilk is uitgevoerd als stroomweg met autowegstatus. Het wegvak tussen Katwijk en Noordwijk, is uitgevoerd als vierstrooksweg met fysieke rijbaanscheidingen. Hier geldt een maximumsnelheid van 100 km/u. het wegvak tussen Noordwijk en De Zilk is uitgevoerd als tweestrooks-autoweg en is eveneens voorzien van aansluitingen. Op dit gedeelte mag 80 km/u gereden worden.
De N206 was bedoeld als een doorgaande route tussen Den Haag, de Bollenstreek en Haarlem. Het gedeelte van de N206 tussen Leiden (A44) en De Zilk is daarom uitgevoerd als autoweg. Een klein deel is als vierstrooksweg. Van Noordwijk naar de Zilk zijn wel voorbereidingen getroffen om de weg vier rijstroken te geven; een grondlichaam en enkele viaducten hebben al veertig jaar de noodzakelijke breedte. Echter bij de grens met Noord-Holland ter hoogte van De Zilk eindigt de doorgaande weg met enkele haakse bochten en loopt de route van de N206 verder over lokale wegen. Dit komt doordat de provincie Noord-Holland nooit het overige geplande gedeelte heeft uitgevoerd. De provincies zijn nu reeds meer dan veertig jaar bezig dit geschil uit te vechten. Alternatieven zoals een rondweg rond Vogelenzang hebben nooit een politieke meerderheid gekregen.

## Sectoren

### RijnlandRoute
Het gedeelte van de N206 tussen de N441 en de aansluiting Leiden-West (Ir. G. Tjalmaweg) is onderdeel van de RijnlandRoute, een wegverbinding tussen Katwijk en de A4. De Tjalmaweg werd tussen 2021 en 2023 verbreed van 2x1 naar 2x2 rijstroken en werd half verdiept aangelegd. De ongelijkvloerse kruising met de Voorschoterweg kwam te vervallen. Daarvoor in de plaats zijn er twee extra ongelijkvloerse kruisingen bij gekomen, namelijk bij Valkenburg-Oost en Valkenburg-West. Onder andere de toekomstige bebouwing op Valkenhorst bij voormalig Vliegkamp Valkenburg beklemtoonde de noodzaak van deze verbreding. 
Tijdens de werkzaamheden werd er een tijdelijke weg aangelegd ten noorden van de Tjalmaweg, dicht tegen de Valkenburgse bebouwing. Het ophoogmateriaal dat hiervoor werd gebruikt, was Beaumix. Dit is een (circulair) product dat ontstaat na het verbranden van restafval. Omwonenden vonden batterijen, zware metalen en plastic in de hopen Beaumix. Het leidde tot verontwaardiging en onderzoeken naar de bouwgrond en de Tweede Kamer ging er ook over in debat. De zaak kreeg zoveel aandacht dat ook de landelijke media het item oppakte.

### Zuidelijke Randweg Duin- en Bollenstreek

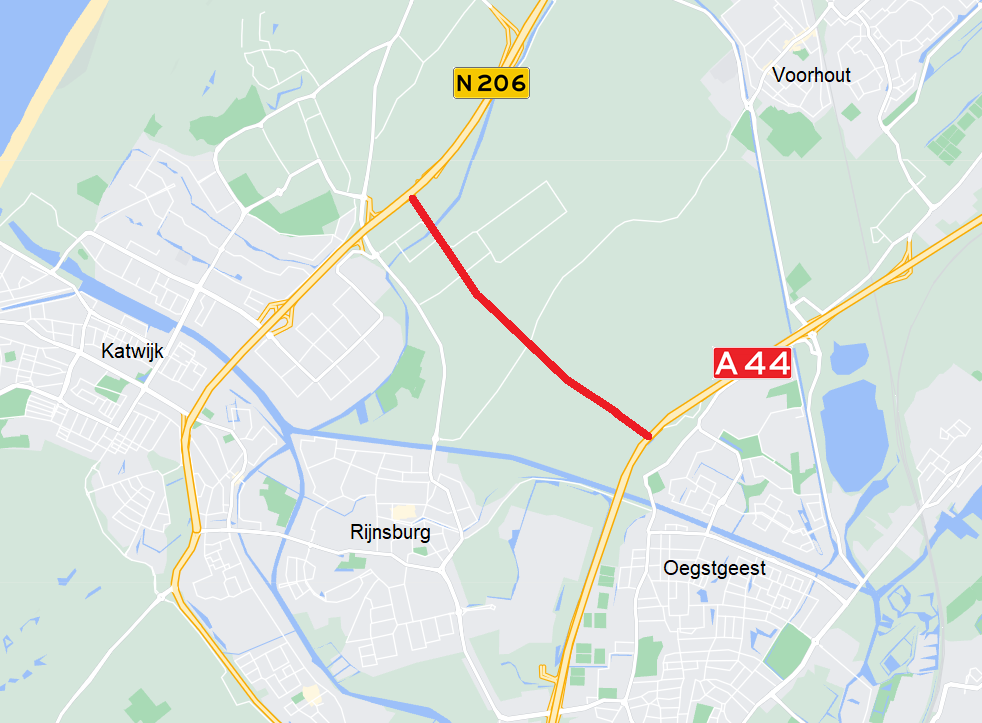
Mogelijk tracé van de Zuidelijke Randweg Duin- en Bollenstreek (Pioniersbaan)

De N206 tussen Leiden-West en Noordwijk is een druk bereden route. Vanaf Leiden gaat de N206 met 2x2 rijstroken langs Valkenburg en dwars door Katwijk heen die Katwijk aan Zee en Katwijk aan den Rijn van elkaar scheiden. De kruising met de Molentuinweg wordt tevens als zeer problematisch ervaren, in de spits leidt het tot files tot ver in de bebouwde kom van de gemeente. 
Vanuit de gemeente Katwijk werd al veel eerder gestreden voor een ondertunneling van de N206 bij de Duinvallei in Katwijk aan den Rijn. Na het tracébesluit van de RijnlandRoute werd de hoop op een verdiepte ligging - al dan niet ondertunneling - van de N206 opgegeven. Er wordt nu met de regio sterk gelobbyd om de Zuidelijke Randweg Duin- en Bollenstreek (vroeger Pioniersbaan) aan te leggen, een dwarsverbinding tussen de N206 en de A44 ten noorden van Rijnsburg. Deze nieuwe weg zou het verkeer op de N206 bij Katwijk kunnen ontlasten en de woonwijken rond de N206 leefbaarder kunnen maken. 

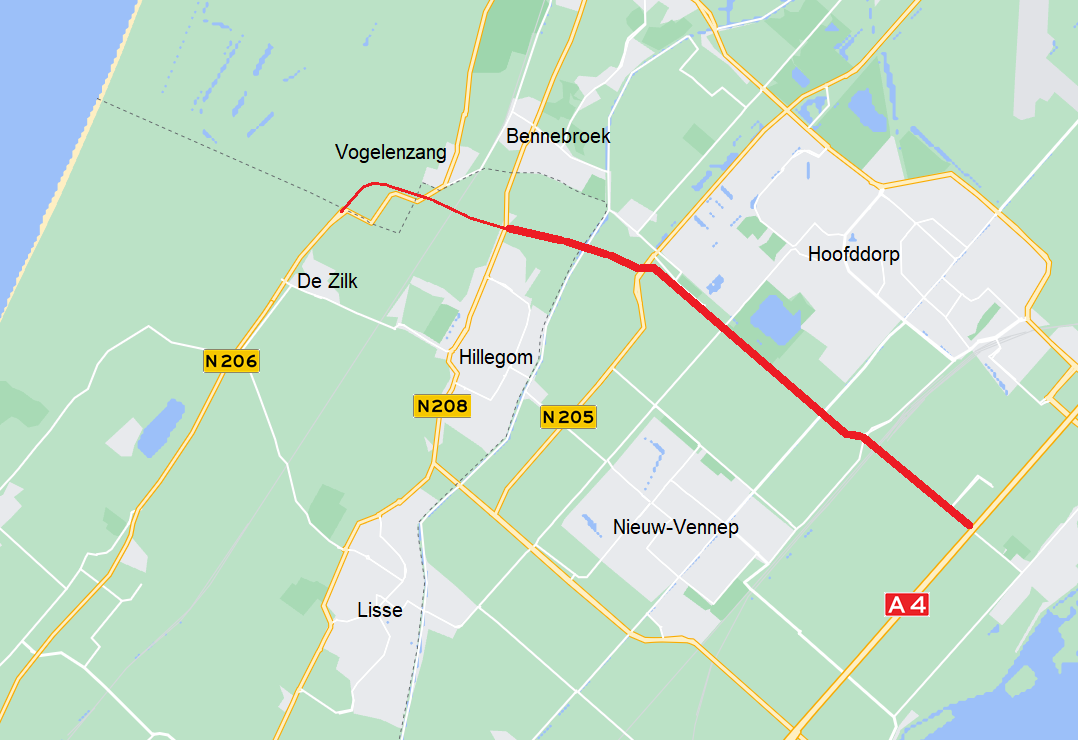
Tracé van de Midden-Variant van de Duinpolderweg

### Duinpolderweg
Het abrupte einde van de stroomweg N206 De Zilk leidde tot vergevorderde plannen om de N206 aldaar te verbinden met Hoofddorp. Ten noorden van Hillegom zou de N206 dwars door enkele polders lopen. De zogenaamde Duinpolderweg werd door omwonenden verafschuwd, maar de Provinciale Staten van Noord- en Zuid-Holland gingen door met het project tot de Provinciale Statenverkiezingen 2019. Daarna zette Noord-Holland een streep door de nieuwe weg.

## Afbeeldingen

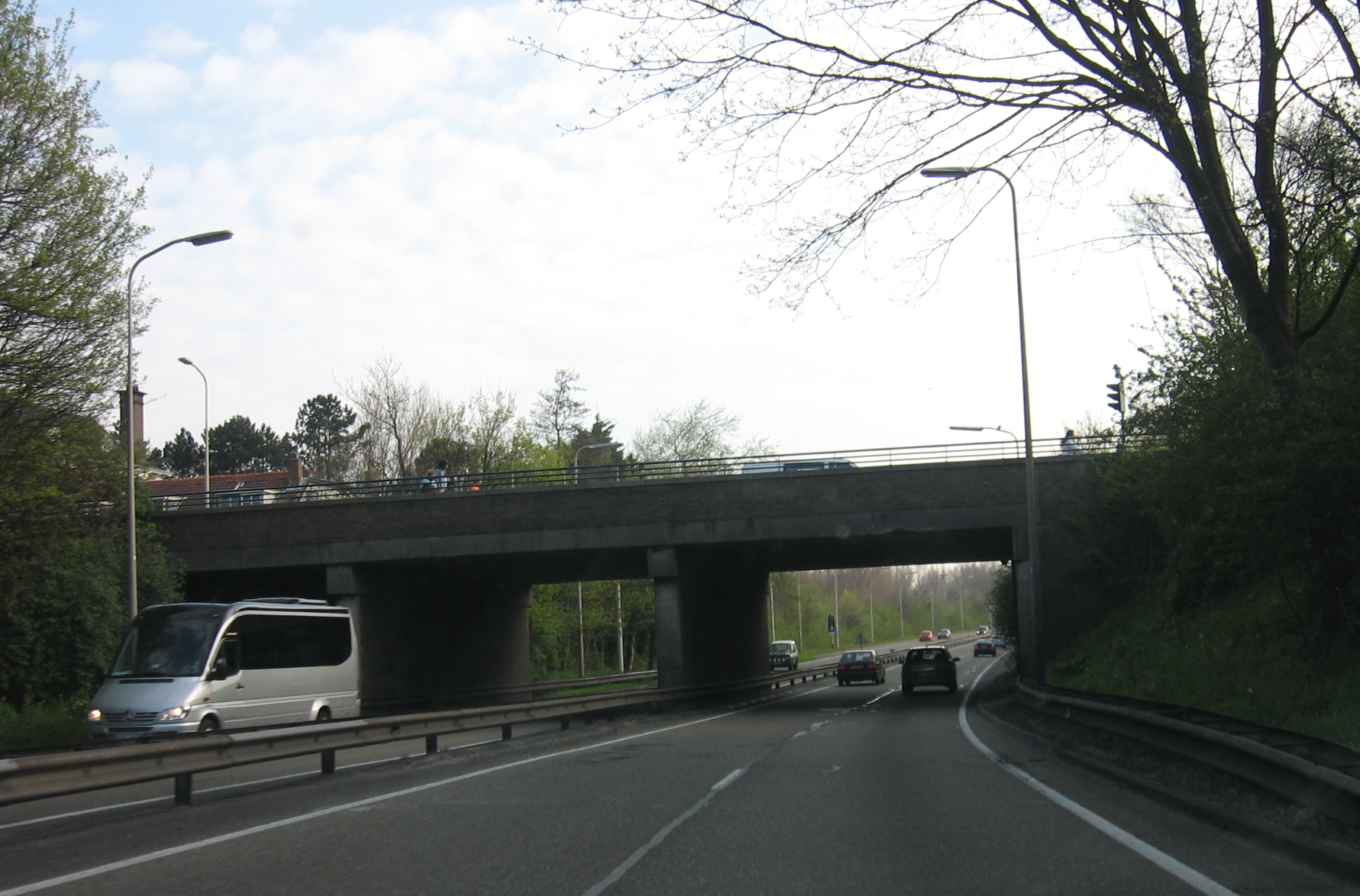
N206 als 4-strooks autoweg bij Katwijk
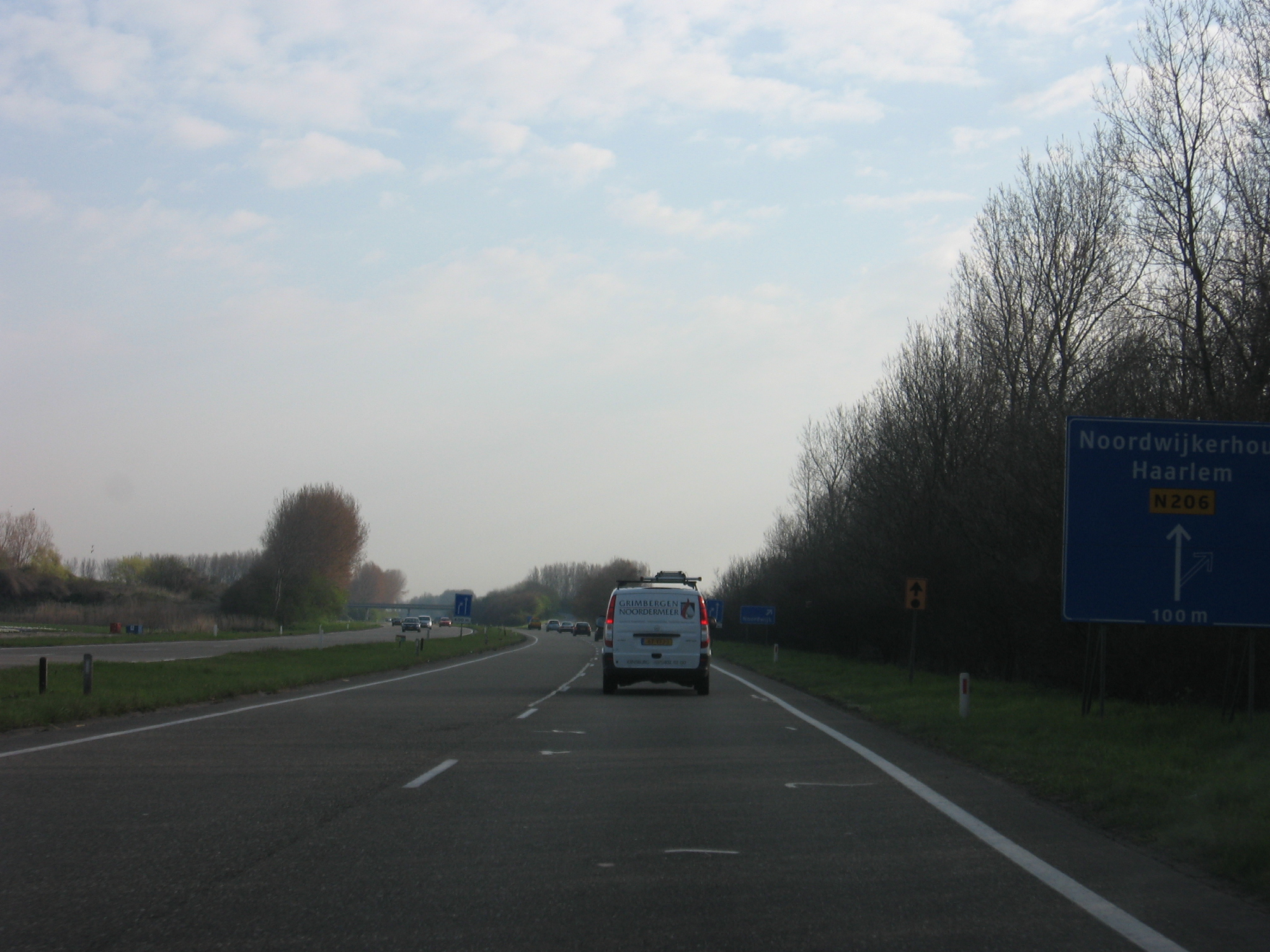
N206 nabij Noordwijk
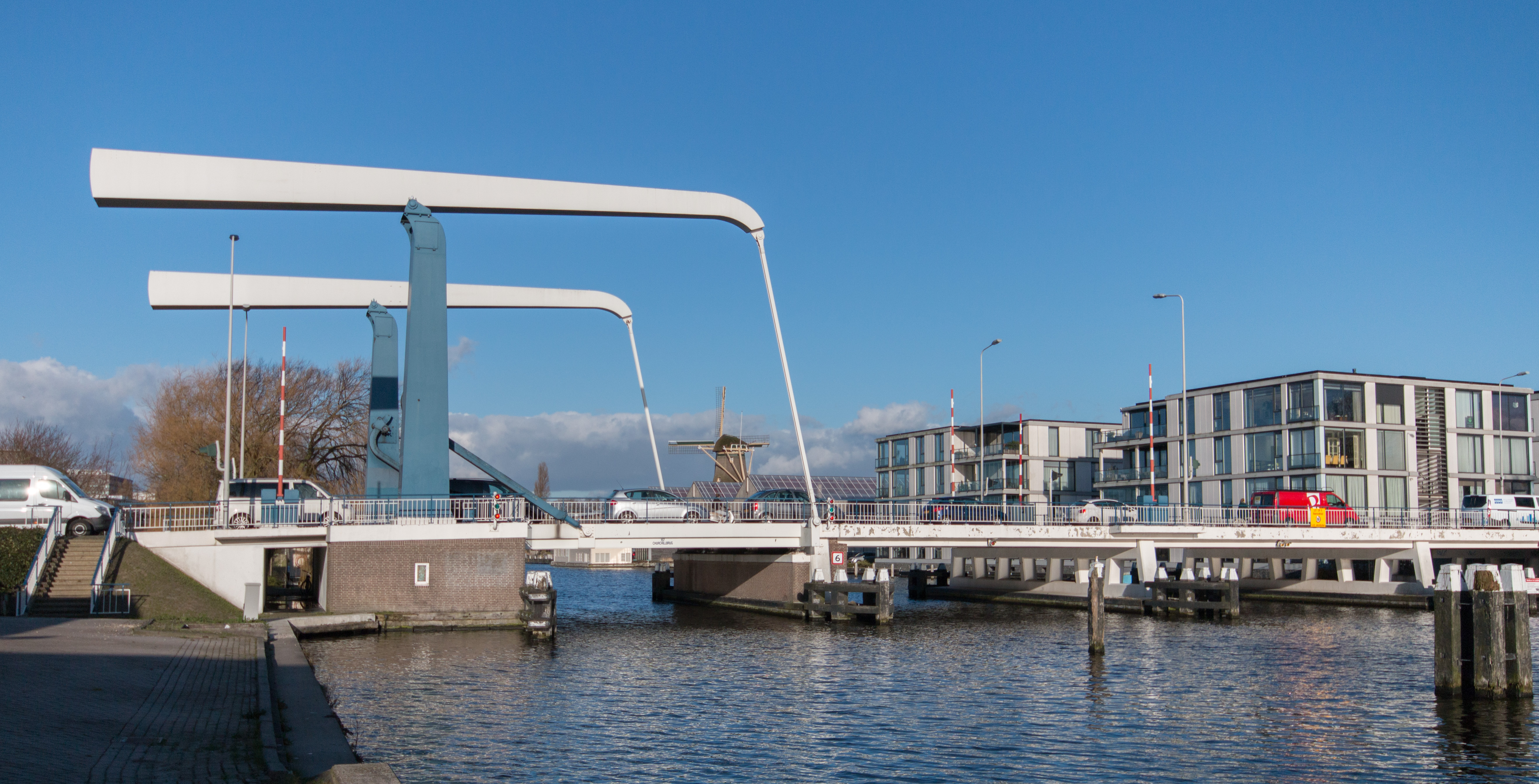
De Churchillbrug over de Oude Rijn in Leiden

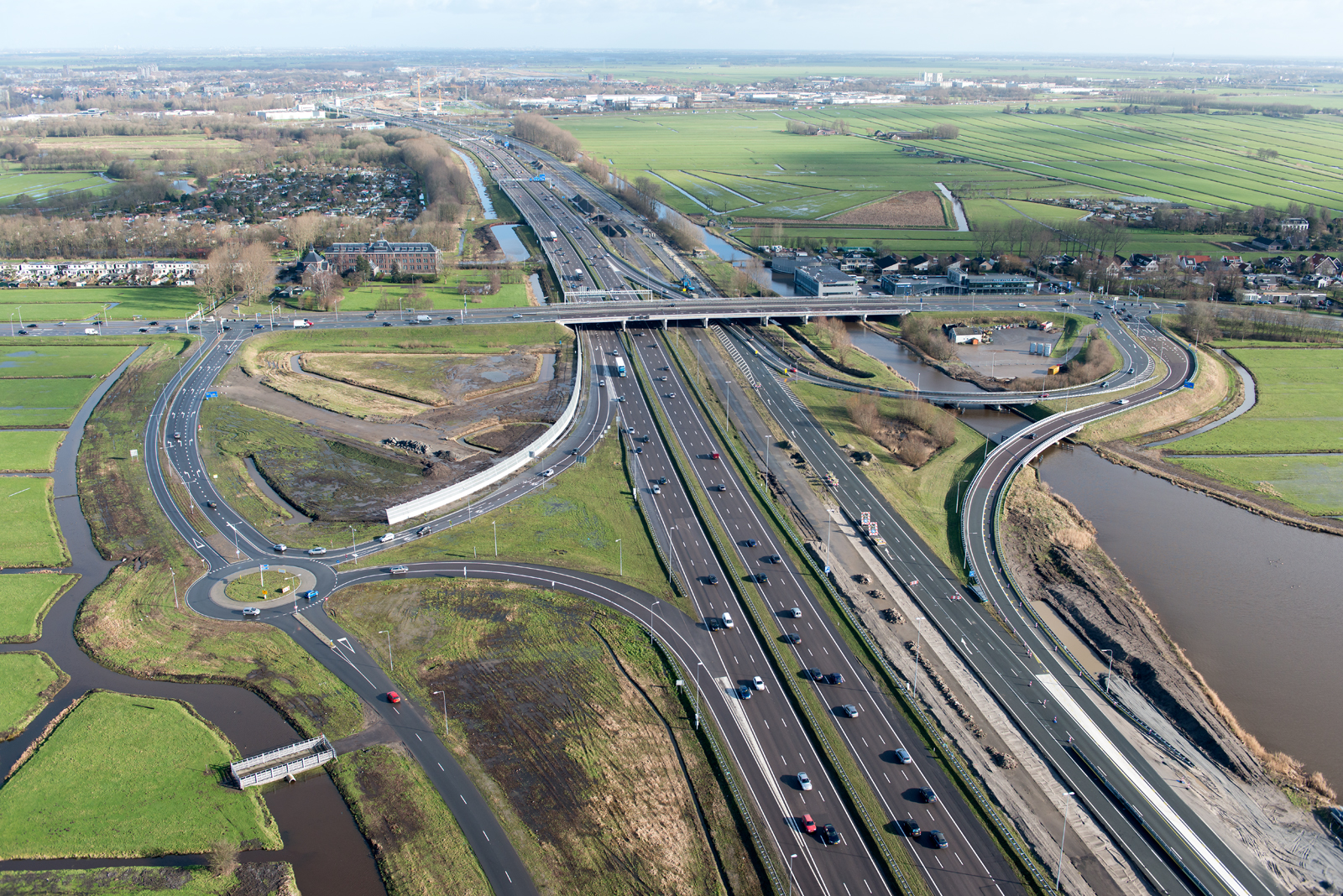
Verbreding A4 BL ter hoogte van N206 Zoeterwoude Dorp + rotonde voor N206
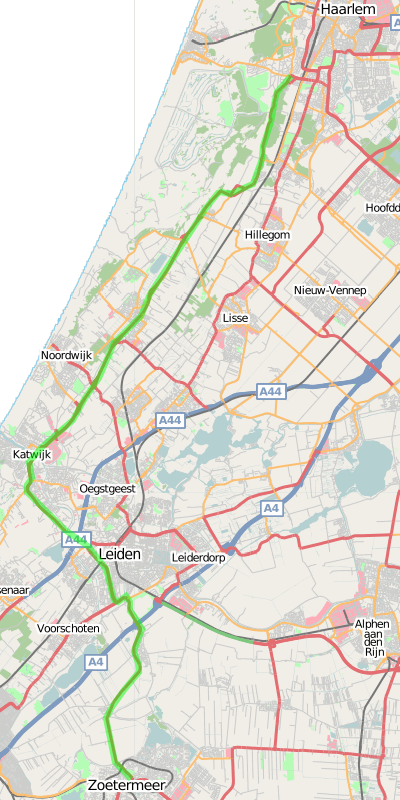
Detailkaart traject

N23 · N194 · N196 · N197 · N198 · N199 · N200 · N201 · N202 · N203 · N204 · N205 · N206 · N207 · N208 · N209 · N210 · N211 · N212 · N213 · N214 · N215 · N216 · N217 · N218 · N219 · N220 · N221 · N222 · N223 · N224 · N225 · N226 · N227 · N228 · N229 · N230 · N231 · N232 · N233 · N234 · N235 · N236 · N237 · N238 · N239 · N240 · N241 · N242 · N243 · N244 · N245 · N246 · N247 · N248 · N249 · N250 · N307

N401 · N402 · N403 · N404 · N405 · N406 · N407 · N408 · N409 · N410 · N411 · N412 · N413 · N414 · N415 · N416 · N417 · N418 · N419 · N420 · N421 · N439 · N440 · N441 · N442 · N443 · N444 · N445 · N446 · N447 · N448 · N449 · N450 · N451 · N452 · N453 · N454 · N455 · N456 · N457 · N458 · N459 · N460 · N461 · N462 · N463 · N464 · N465 · N466 · N467 · N468 · N469 · N470 · N471 · N472 · N473 · N474 · N475 · N476 · N477 · N478 · N479 · N480 · N481 · N482 · N483 · N484 · N487 · N488 · N489 · N490 · N491 · N492 · N493 · N494 · N495 · N496 · N497 · N498 · N501 · N502 · N503 · N504 · N505 · N505 (Andijk) · N506 · N507 · N508 · N509 · N510 · N511 · N512 · N513 · N514 · N515 · N516 · N517 · N518 · N519 · N520 · N521 · N522 · N523 · N524 · N525 · N526 · N527 · N806 · N830 · N848

Cursief vermelde wegen zijn voormalige Provinciale wegen